# Raphaela Lukudo
Raphaela Boaheng Lukudo (née le 29 juillet 1994 à Aversa) est une athlète italienne, spécialiste du 400 m.
D'origine soudanaise, elle porte son record personnel à 52 s 65, le 23 juin 2018 à Modène.
Avec ses coéquipières Maria Benedicta Chigbolu, Ayomide Folorunso et Libania Grenot, première équipe de relais italienne entièrement noire, elle remporte le titre du relais aux Jeux méditerranéens de 2018 en 3 min 28 s 08 (GR).
Elle remporte le titre italien sur 400 m en 52 s 38, record personnel, en septembre 2018 à Pescara.
Le 12 mai 2019, lors des Relais mondiaux, elle remporte la médaille de bronze lors du relais 4 x 400 m avec ses coéquipières Maria Benedicta Chigbolu, Ayomide Folorunso et Giancarla Trevisan, en 3 min 27 s 74 (SB).